# Glyphodes praefulgida
Glyphodes praefulgida là một loài bướm đêm trong họ Crambidae.